# Frederiks Hospital

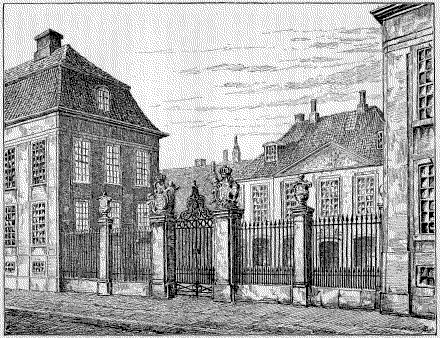
Frederiks Hospital sett från Amaliegade.

Frederiks Hospital i 1908.

Det Kongelige Frederiks Hospital var under åren 1757–1910 ett sjukhus i Köpenhamn, beläget mellan Bredgade och Amaliegade, föregångare till Rigshospitalet. De tidigare sjukhusbyggnaderna huserar sedan 1921 det nuvarande Designmuseum Danmark.
Grundstenen till Frederiks Hospital lades på Adam Gottlob Moltkes initiativ 1752, och uppförandet av byggnaderna leddes av Nicolai Eigtved och efter hans död av Laurids de Thurah. Den 5 februari 1755 tillsattes en kommission bestående av generaldirektören for kirurgin Simon Crüger, livmedikus Johann Just von Berger och hovkirurg Hans Friedrich Wohlert för att utarbeta stadgar, vilka fastställdes den 6 augusti 1756. Det var det första egentliga sjukhus i Danmark och Norge, som inte var knutet till ett fattighus. 
Den 30 mars 1757 invigdes Frederiks Hospital i ministrarnas närvaro, och dagen efter, kung Fredrik V:s födelsedag, inlades den förste patienten. Det fanns plats till 300 patienter, som skulle vare fattiga, dock fick ingen inläggas med "veneriska sjukdomar, smittkoppor, skabb, spetälska, galenskap eller någon slags obotlig sjukdom" och heller inte barn under sju år, om de inte skulle opereras. Som överordnade läkare anställdes en kirurg och en medikus, och det valdes en direktion, vars sammansättning flera gånger förändrades. Åren 1759–1787 var Fødselsstiftelsen inrymd i den ena paviljongen mot Amaliegade. 
Genom reskript av den 15 maj 1771 förändrade Johann Friedrich Struensee stadgarna, så att endast sådana civila, som stod i kungens tjänst, fick inläggas, och Kirken inrättades för veneriska patienter. Efter Struensees fall förändrades detta åter, då de ursprungliga bestämmelserna återinfördes. Efter långa förhandlingar bestämdes det genom lag av den 13 mars 1903 att i stället för det gamla och otidsenliga sjukhuset uppföra Rigshospitalet på Blegdamsfælleden, och detta invigdes den 3 september 1910.
Sjukhusbyggnaderna bildade en fyrkant kring en planterad gård, Grønnegården, men dessutom fanns såväl mot Bredgade som mot Amaliegade två friliggande paviljonger, som användes som enskilda rum för patienter, bostäder för ämbetsmän och funktionärer samt apotek. Hospitalet var indelat i två medicinska och två kirurgiska avdelningar med totalt 364 sängar.